# СУМ-Прометей (Міттенвальд)
СУМ-«Прометей» (Спілка Української Молоді — «Прометей») — українське спортивне товариство з німецького міста Міттенвальд.
Старанням Володимира Рибака організовано при осередку Спілки Української Молоді спортивний відділ з окремою назвою «Прометей» під його головуванням.
Маючи в таборі (3500 осіб) сильного «Лева», товариство гуртувало початківців. Хоча футбольна команда дійшла до змагань в обласній лізі (19 матчів).
Волейбол чоловіків (10 ігор), волейбол жінок (6) і настільний теніс (4) влаштовували лише товариські змагання. Секція туристики провела 5 прогульок.
Взимку 1947 р. почала працювати секція шахів й брала участь в обласному турнірі.
28 членів здобули Відзнаку Фізичної Вправності. Три реферати вислухало близько сто осіб.